# Carles Sirvan Jimenez
Carles Sirvan Jimenez (* 6. Juni 1988) ist ein andorranischer Fußballspieler.
Jimenez spielt aktuell beim andorranischen Verein UE Santa Coloma. Davor spielte er bis 2010 beim FC Santa Coloma. Er absolvierte auch 8 Länderspiele für die U21-Auswahl Andorras.